# ライフサイエンス統合データベースセンター
ライフサイエンス統合データベースセンター（Database Center for Life Science、DBCLS）は、2007年に設立された文部科学省所管の研究機関。情報・システム研究機構の一組織。2014年より所在地はつくばエクスプレス柏の葉キャンパス駅前の東京大学柏の葉キャンパス駅前サテライト6階、および静岡県三島市の国立遺伝学研究所生命情報研究センター西棟4階。

## 概要
2007年4月1日、日本のライフサイエンス分野におけるデータベース統合化の拠点を形成することを目的として、大学共同利用機関法人 情報・システム研究機構に設置された。